# Pas de l'Escalette
Le pas de l'Escalette (en languedocien Pas de l'Escaleta, « entrée de la petite échelle ») est un passage escarpé à une altitude de 616 mètres. Il est situé sur la commune française de Saint-Félix-de-l'Héras dans le nord du département de l'Hérault. Il marque clairement la séparation entre le causse du Larzac et la plaine languedocienne.
L'autoroute A75 (ancienne route nationale 9) traverse le pas par le tunnel du Pas de l'Escalette. Ce tunnel a été construit dans les années 1990, à la suite de l'effondrement d'une partie de l'ancienne RN 9 à quelques centaines de mètres en aval du col. De ce fait, le pas n'est depuis cette époque accessible que depuis le nord par Saint-Félix-de-l'Héras, et est fermé au trafic automobile. Aujourd'hui, seuls les piétons peuvent emprunter une partie de cette route fermée, afin d'accéder à des chemins de randonnée.

## Toponymie
Le diminutif méridional escaleta de l'occitan escala, « échelle », est à l’origine des noms du pas de l’Escalette.

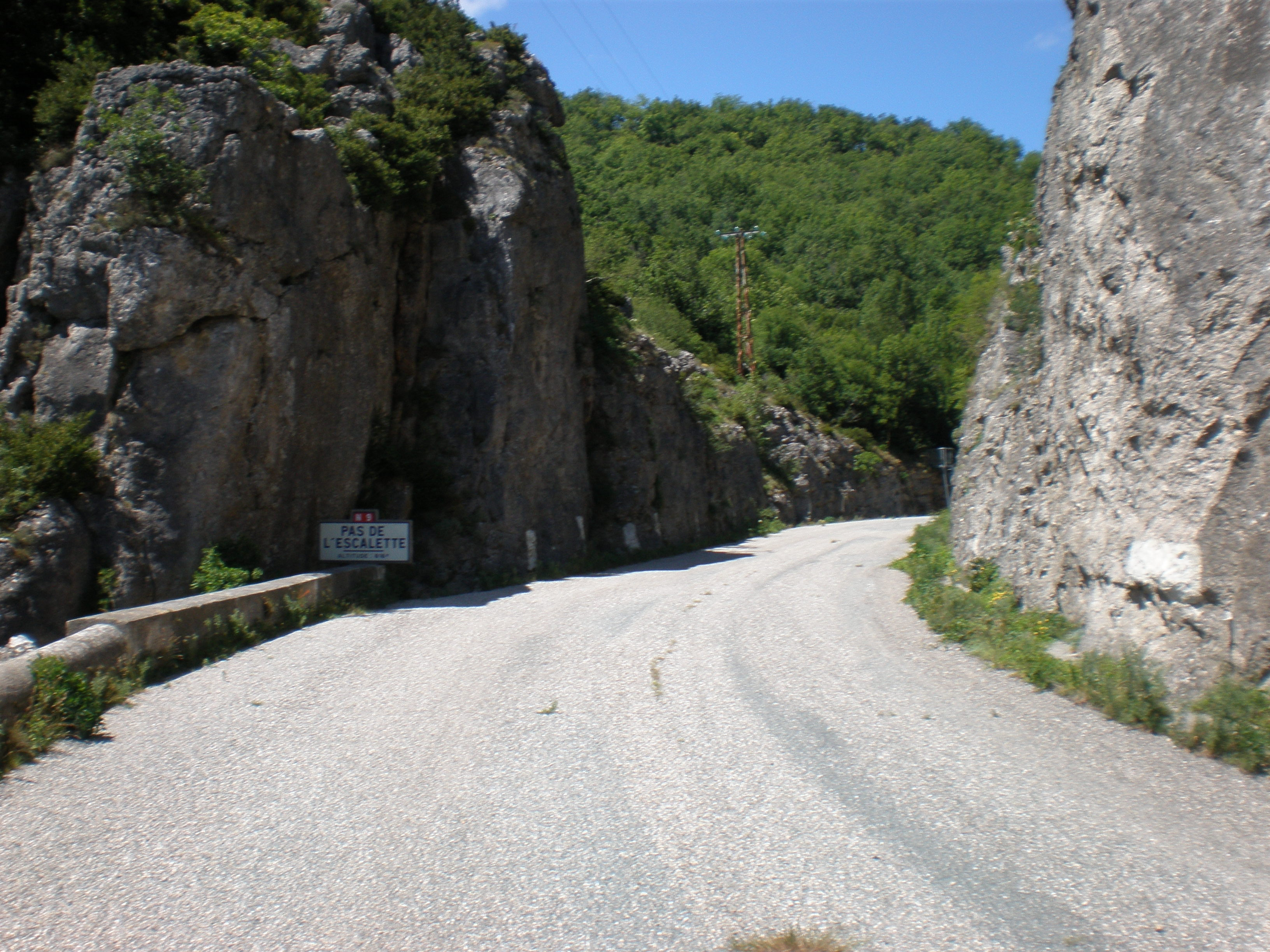
Le pas de l'Escalette sur l'ancien tracé de la route nationale 9.
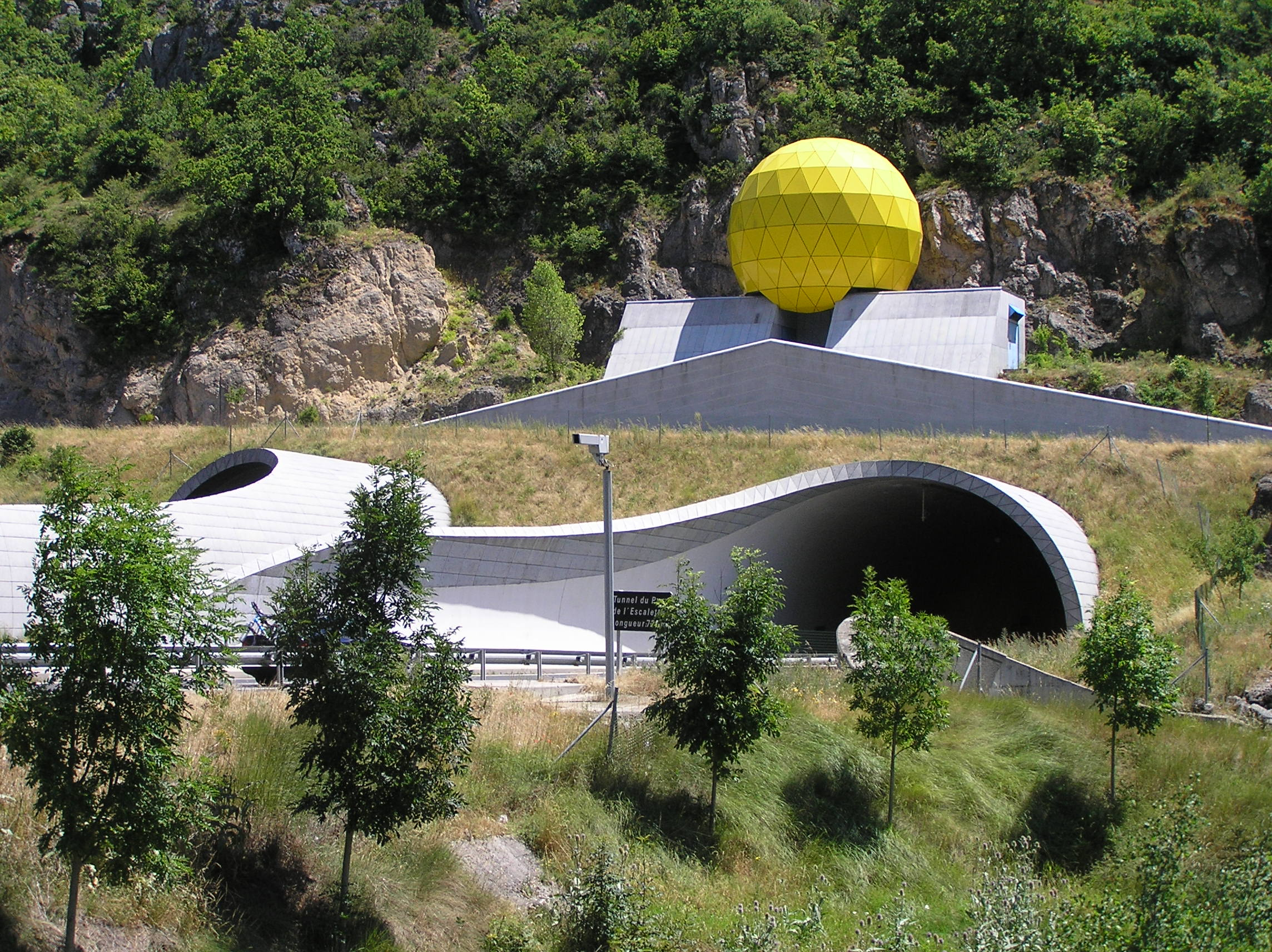
L'entrée du tunnel du Pas de l'Escalette, emprunté par l'autoroute A75.
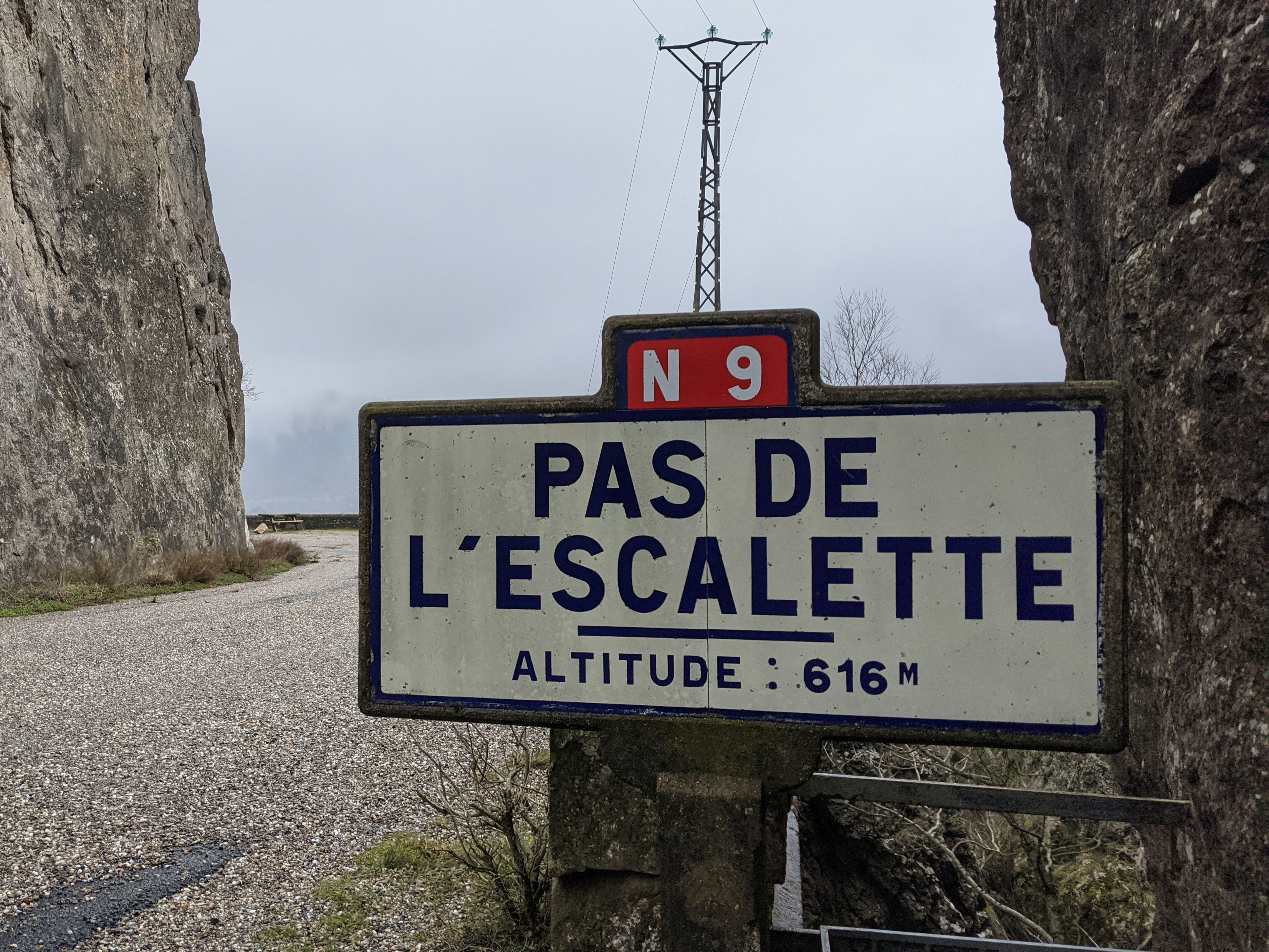
Panneau Michelin du pas de l'Escalette.
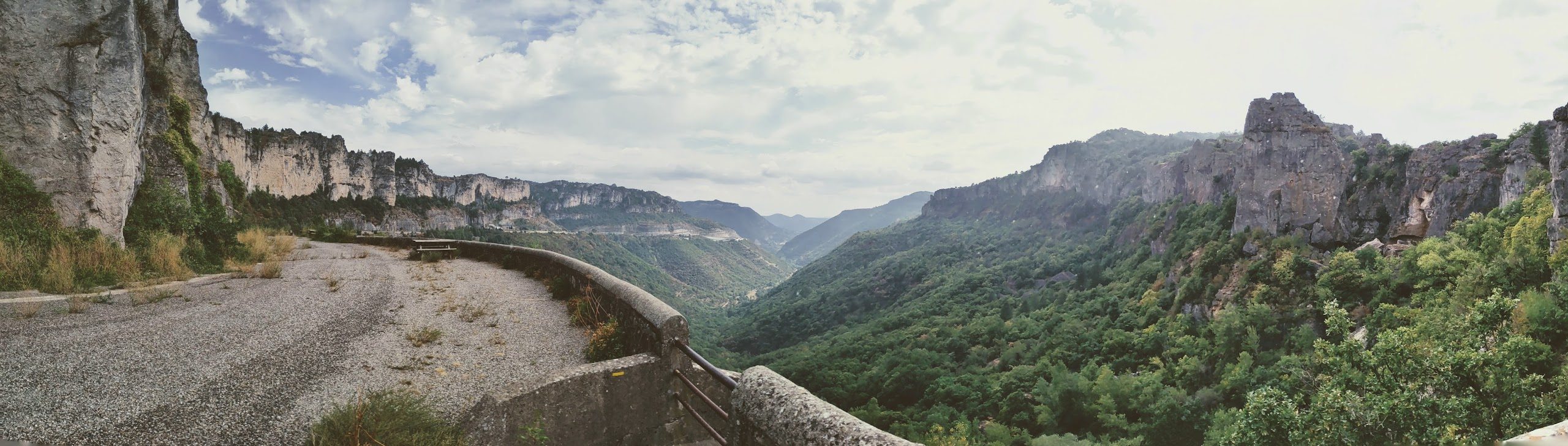
Vue panoramique depuis le pas de l'Escalette (ancienne RN 9).